# زومبيراك
زومبيراك (بالإنجليزية: Zomepirac)‏ هو دواء لعلاج الالتهابات وهو مضاد التهاب لاستيرويدي وله تأثير خافض للحرارة، والدواء لاستيرويدى يفضل عموما لأنه لا يسبب الإدمان. ونظرا لفعاليته في كثير من الحالات يفضله الأطباء في العلاج، وكان ذلك حتى عام 1983 حيث أنه في ذلك العام تم سحبه من الأسواق لأنه كان له بعض الأعراض الجانبية مثل: حساسية شديدة للجسم تسمى صدمة الحساسية أو إعوار (بالإنجليزية: Anaphylaxis)‏.

## دواعى الاستعمال
يستخدم لعلاج الألم من الدرجة المتوسطة إلى العالية، وهو أشد فعالية من أسبرين أو كودين عندما يستخدم وحده، وممكن يؤخذ مع أدوية أخرى تحتوى على كودين أو مواد افيونية أخرى.

## التركيب الكميائي
هو أحد مشتقات بيرول اسيتيك اسيد ويتكون من: ملح صوديم ( وأى ملح صوديوم يجعل ذوبان الدواء عالي ) وهو شبيه بال تولميتين ولكنه يزيد عنه في أنه يحتوى على مجموعة الميثيل أو Methyl group ( دى مجموعة بتزود مقدرة الدواء على الذوبان في الدهون فتزود قوة الدواء أكثر) وكمان يحتوى على كلور cl ( ودى لها أهمية في أنها بتبطئ عملية تكسير الدواء فتطيل مدة عمله في الجسم أكثر) ولذلك فإن ال تولميتين أضعف من زومبيراك لأنه لا يحتوى على ال Methyl group أو الكلور.

## طريقة عمله في الجسم
يقلل عملية تصنيع بروستاغلاندين من خلال تقليل الانيزيم المخصص لصناعته (مثبط إنزيم).

## التسمم أو الأعراض الجانبية
صدمة الحساسية أو إعوار لا تظهر مرة واحدة عند أخذ الدواء، ولكن بمرور الوقت يحدث تكسير للدواء في الجسم من خلال Glucuronosyltransferase وينتج من هذا التفاعل glucuronide التي تمسك في plasma albumin في الدم بطريقة قوية جدا ولا يحدث انفصال بينهما فتسبب تسمم في الجسم 

## عملية التصنيع من خلال التفاعل الكميائي